# Симонис, Альфред
Альфред Феликс Арман Симонис (фр. Alfred Felix Armand Simonis; 14 января 1842, Вервье, провинция Льеж, Бельгия — 6 апреля 1931, там же) — бельгийский государственный деятель, президент Сената Бельгии (1908—1911).

## Биография
Был внуком известного предпринимателя в сфере текстильной индустрии Ивана Симониса и сыном производителя тканей Анри Симониса, который специализировался на производстве камвольной шерсти.
В 1863 г. окончил Льежский университет по специальности «инженер».
С 1870 по 1878 г. избирался депутатом Палаты представителей от Католической партии.
В 1884—1919 гг. — член Сената Бельгии, в 1908—1911 гг. — его президент.
В 1908 г. ему было пожаловано в наследственное бельгийское дворянство с титулом виконта.
На протяжении карьеры возглавлял несколько крупных бельгийских промышленных компаний.
Его сын, Андре Симонис, также стал сенатором, а внучка — Берти де Лалье де ла Рок, являлась президентом, генеральным секретарем Лиги женщин-христианок.

## Награды и звания
- Большой крест ордена Короны
- Большой крест ордена Почётного легиона